# Svend Carlsen
Svend Wrem Carlsen (* 28. April 1938 in Frederiksberg) ist ein ehemaliger dänischer Skilangläufer.
Carlsen, der für den Københavns Skiklub startete, nahm an den Olympischen Winterspielen 1964 in Innsbruck teil und belegte dort den 57. Platz über 15 km und den 53. Rang über 30 km. Bei den Weltmeisterschaften 1966 am Holmenkollen lief er auf den 61. Platz über 15 km und auf den 54. Rang über 30 km. Bei seiner zweiten Teilnahme an Olympischen Winterspielen im Februar 1968 in Grenoble kam er erneut auf den 57. Platz über 15 km und auf den 53. Rang über 30 km. Bei den Weltmeisterschaften 1970 in Štrbské Pleso errang er den 70. Platz über 15 km und den 64. Platz über 30 km. Seine Ehefrau Kirsten Carlsen war ebenfalls im Skilanglauf aktiv.